# 891 Gunhild
891 Gunhild è un asteroide della fascia principale del diametro medio di circa 51,95 km. Scoperto nel 1918, presenta un'orbita caratterizzata da un semiasse maggiore pari a 2,8601283 UA e da un'eccentricità di 0,0279543, inclinata di 13,54043° rispetto all'eclittica.
L'origine del suo nome è sconosciuta.